# Vangjel Koça
Vangjel Koça, född 1900 Korça i Albanien, död 1943, var en albansk journalist, översättare och politiker.
Koça bidrog till neoalbanismen, ett socialt-filosofiskt tankesätt i 1930-talets Albanien. Han var känd som journalist under lekfulla orientaliska pseudonymer och översatte verk till albanska av världskända författare som Epiktetos, Lukianos och René Descartes. Koça blev det albanska fascistiska partiets ledare efter Italiens invasion av Albanien 1939. Han drunknade i Adriatiska havet under sitt flyktförsök till den italienska halvön.